# Parapediasia
Parapediasia is een geslacht van vlinders uit de familie van de grasmotten (Crambidae).

## Soorten
- P. atalanta Bleszynski, 1963
- P. cervinellus Zeller, 1863
- P. decorellus Zincken, 1821
- P. detomatellus Möschler, 1890
- P. hulstellus Fernald, 1885
- P. ligonellus Zeller, 1881
- P. murinellus Zeller, 1863
- P. paranella Bleszynski, 1963
- P. subtilellus Zeller, 1863
- P. tenuistrigatus Zeller, 1881
- P. terquatella Landry, 1995
- P. teterrellus (Zincken, 1821)